# Comité national olympique et sportif béninois
Le Comité national olympique et sportif béninois, est le comité national olympique représentant du Bénin au Comité international olympique (CIO). Il appartient à l'Association des comités nationaux olympiques d'Afrique et son président est Julien V. Minavoa.

## Histoire
Le comité est fondé le 5 mai 1962 en tant que Comité olympique dahoméen et est reconnu par le Comité international olympique la même année.
Le Bénin participe à ses premiers Jeux olympiques lors des Jeux olympiques d'été de 1972 à Munich.